# Sala del costume e delle tradizioni popolari
La Sala del costume e delle tradizioni popolari di Corinaldo (AN) ospita le riproduzioni di abiti cinquecenteschi, utilizzati durante le annuali edizioni della Contesa del Pozzo della Polenta, dai personaggi che interpretano la coppia ducale, i Medici, i duchi di Urbino. Annessa alla sala del costume è la mostra di strumenti tessili per la lavorazione delle stoffe, dai batticanapa al telaio.
Il museo è allestito e gestito dall'associazione "Pozzo della polenta" e dal gruppo storico città di Corinaldo COMBUSTA REVIXI.